# هال وايت
هال وايت (بالإنجليزية: Hal White)‏ هو لاعب كرة قاعدة أمريكي، ولد في 18 مارس 1919 في أوتيكا في الولايات المتحدة، وتوفي في 21 أبريل 2001 في فينيس، فلوريدا في الولايات المتحدة.

## وصلات خارجية
- هال وايت على موقع دوري كرة القاعدة الرئيسي (الإنجليزية)
- هال وايت على موقعبيزبول رفرنس.كوم (الدوري الرئيسي) (الإنجليزية)
- هال وايت على موقعبيزبول رفرنس.كوم (الدوري الثانوي) (الإنجليزية)